# Ranch Life in the Great Southwest
Ranch Life in the Great Southwest est un film muet américain réalisé par Francis Boggs et sorti en 1910.

## Fiche technique
- Titre original : Ranch Life in the Great Southwest
- Titre en français : La Vie au Ranch
- Réalisation : Francis Boggs
- Producteur : William Selig
- Dates de sortie : 
  -  États-Unis : 31 juillet 1910

## Distribution
- Henry Grammar
- Tom Mix : Bronco Buster
- Patrick Long
- Johnnie Mullens
- Charles Fuqua